# Cephonodes hylas
Cephonodes hylas (tên tiếng Anh: Pellucid Hawk Moth) là một loài bướm đêm thuộc họ Sphingidae.

## phân phát
Chúng được tìm thấy Châu Phi, Ấn Độ, phía nam-Đông Á và Úc.

## miêu tả

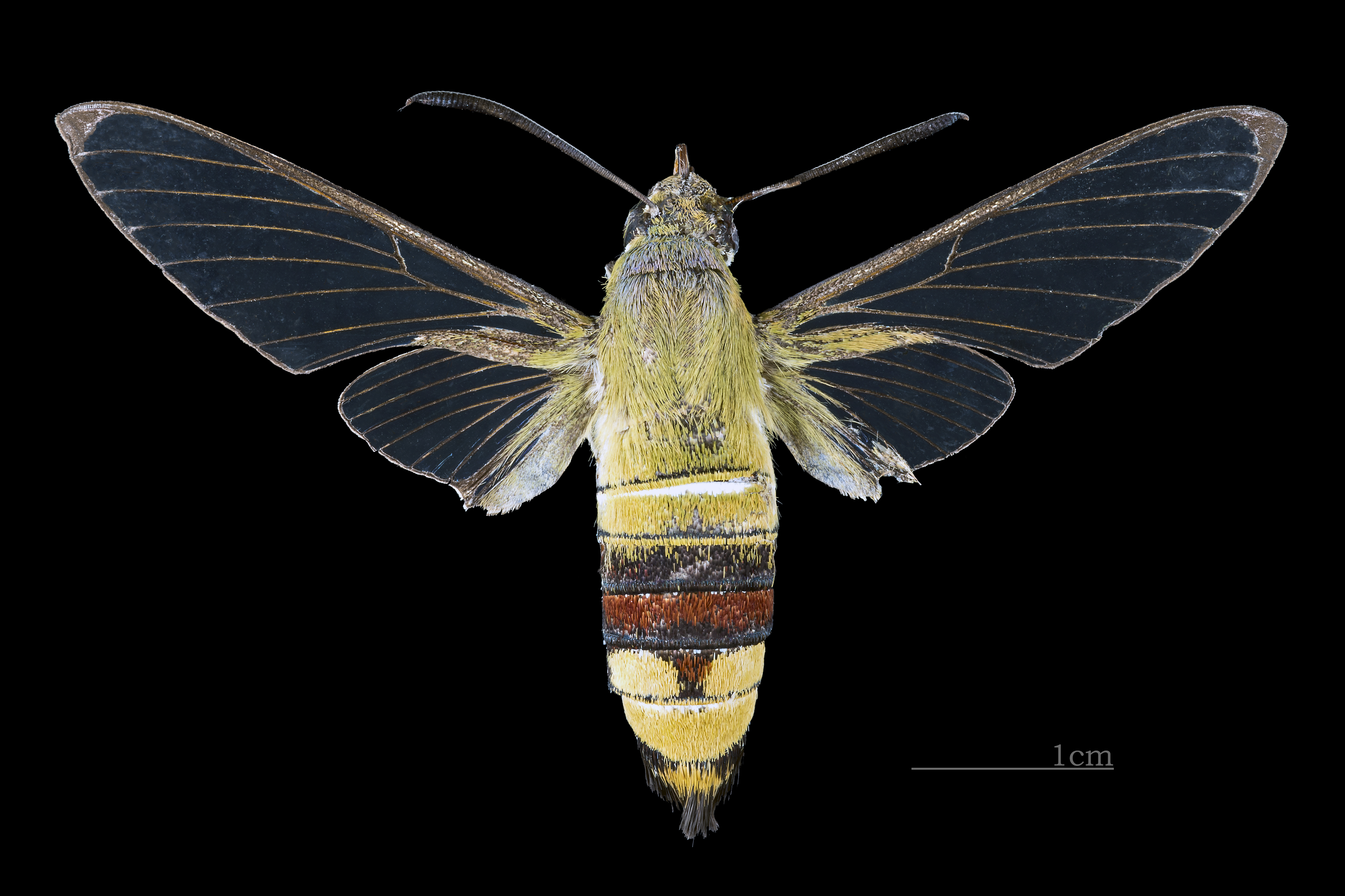
♂
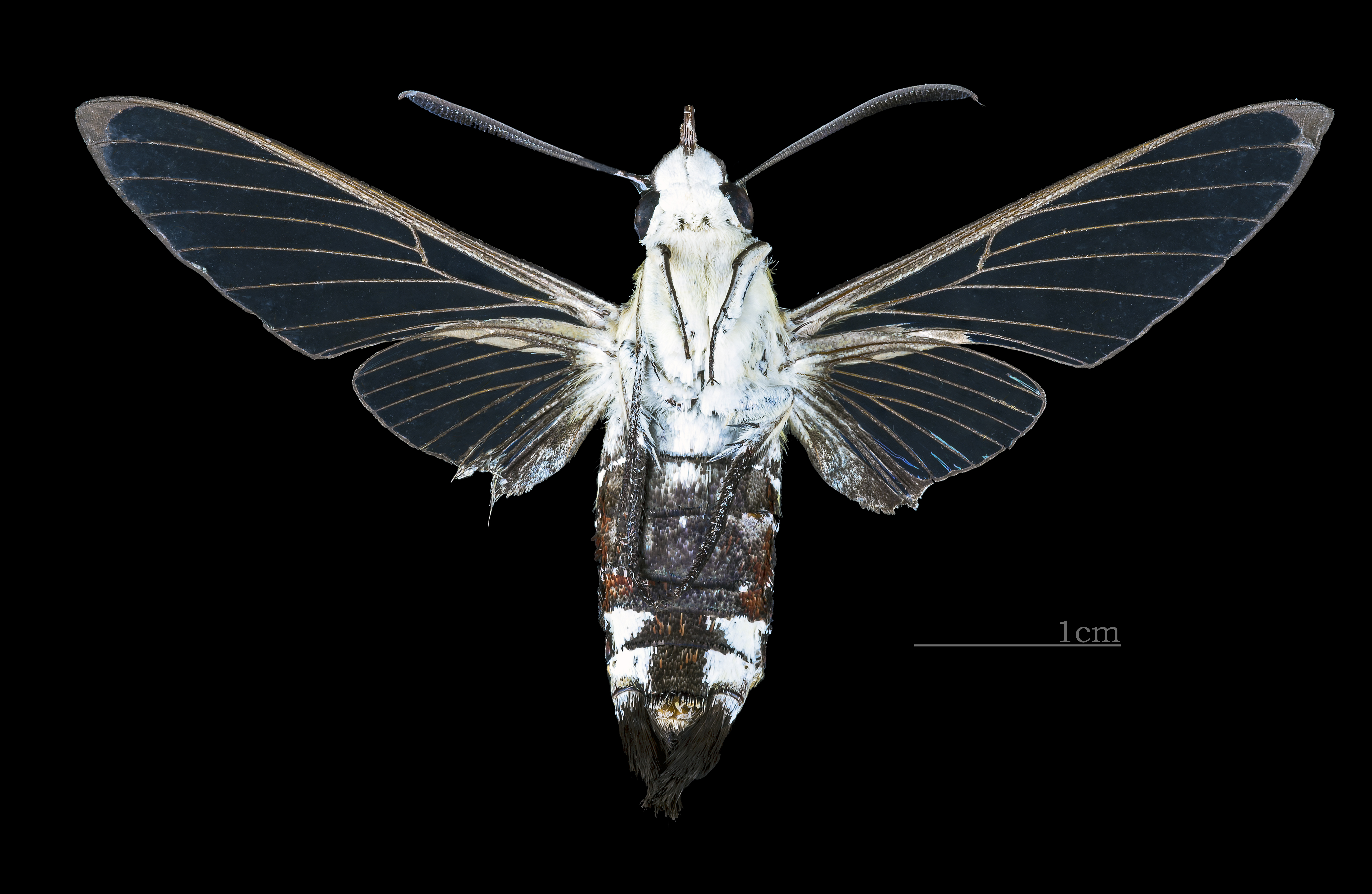
♂ △
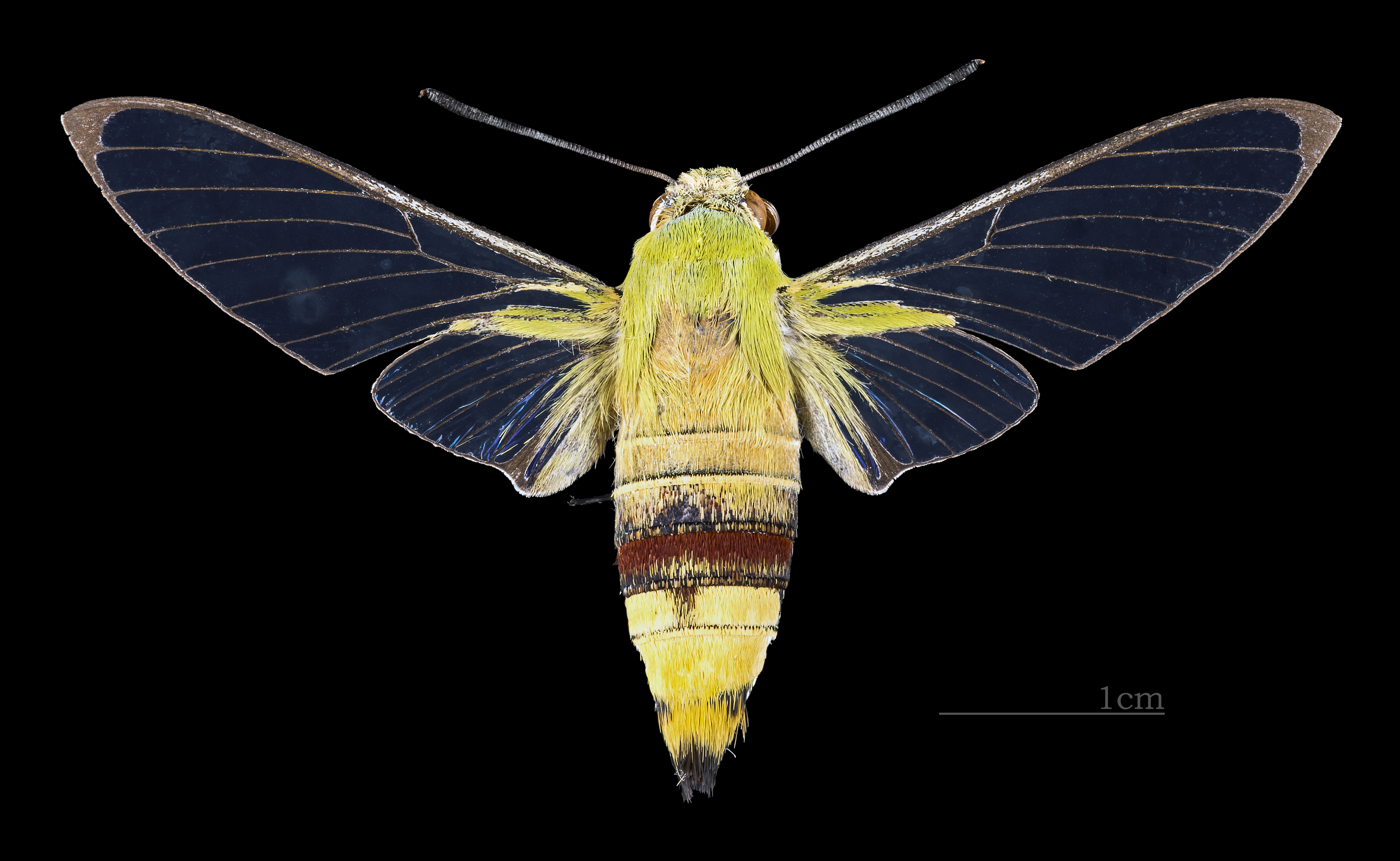
♀
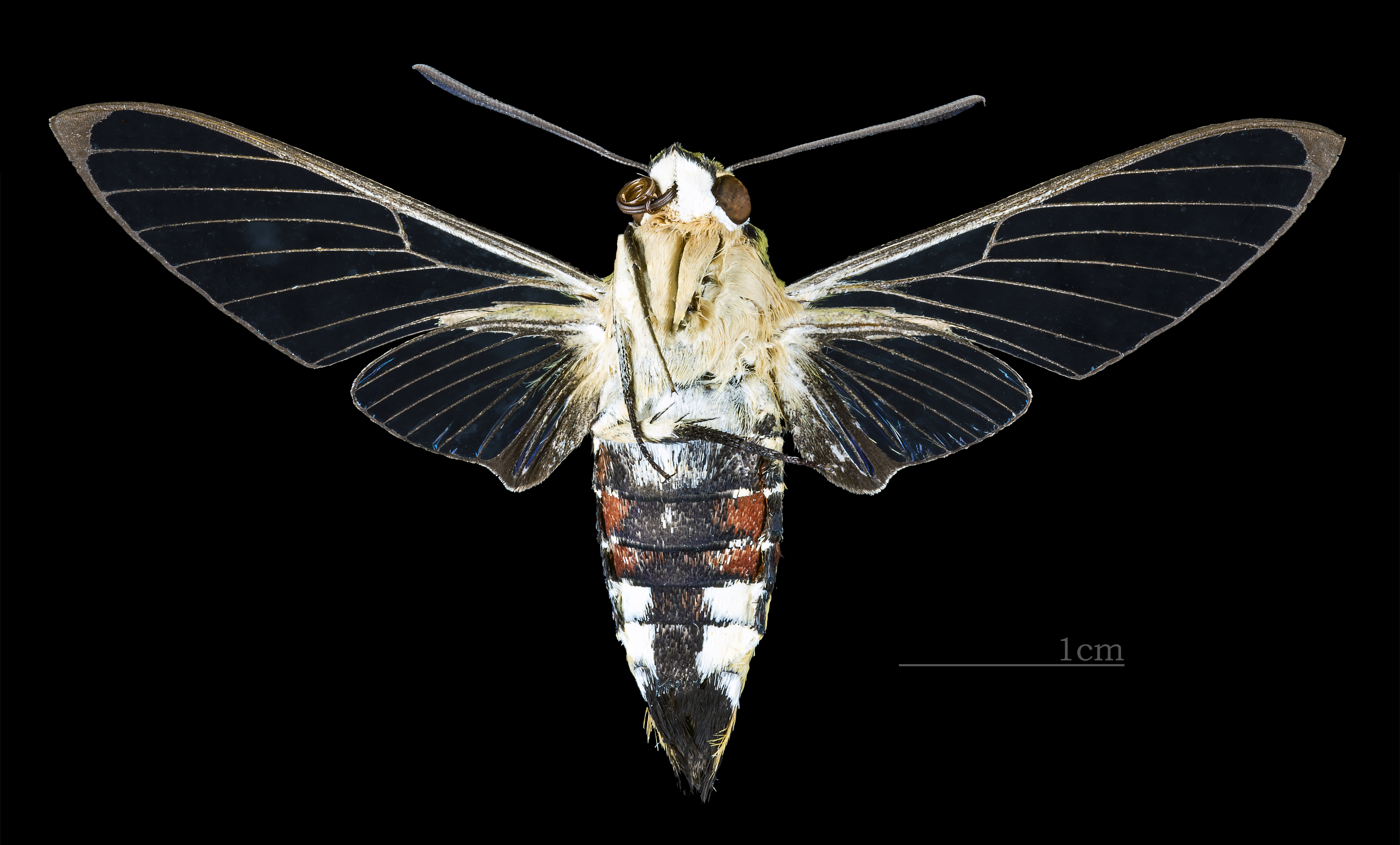
♀ △

Cephonodes hylas có sải cánh dài 45–73 mm. Chúng có đôi cánh trong suốt và thân hình mập mạp như con ong nghệ. Sải cánh của dài 45–73 mm. Rìa cảnh rất hẹp và màu đen. Bụng thay đổi màu sắc từ vàng sang xanh. Phân loài chỉ định có phần bụng thứ 3 và thứ 4 màu đỏ tươi. Ấu trùng có hai dạng màu, xanh lá cây và đen. Ở dạng màu lục, thân màu lục với một đường viền màu xanh viền trắng và đường viền lưng màu trắng kết thúc bằng một vệt màu vàng ở gốc sừng. Đầu và lỗ thở có màu xanh lam. Ở dạng màu sẫm, đầu màu nâu hoặc màu cam nhạt và phần còn lại của cơ thể màu đen khói. Nhộng màu nâu sẫm. Ấu trùng ăn Burchellia, Gardenia, Kraussia, Pavetta và Vangueria.

## Phụ loài
- Cephonodes hylas hylas (Linnaeus, 1771) (Sri Lanka to China và Japan)
- Cephonodes hylas australis Kitching & Cadiou, 2000 (Úc)
- Cephonodes hylas melanogaster Cadiou, 1998 (Indonesia)
- Cephonodes hylas virescens (Wallengren, 1865) (Ethiopian Region bao gồm Madagascar và Seychelles)

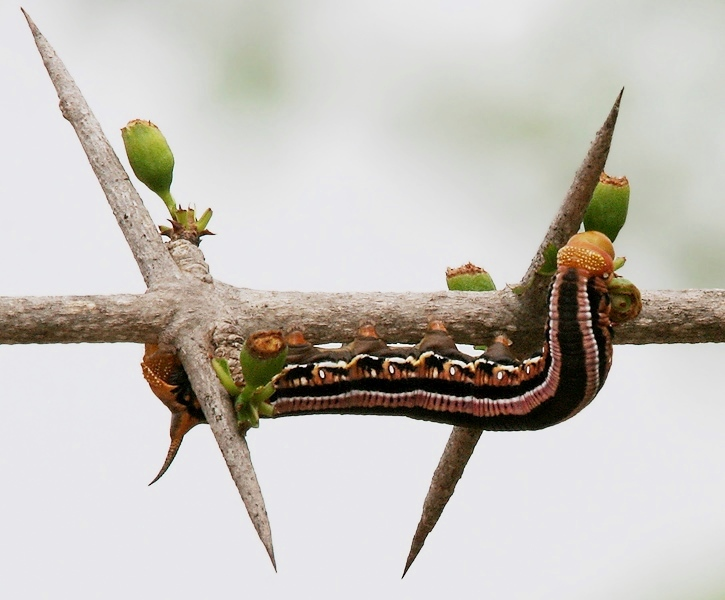
Cephonodes hylas larvae on Catunaregam spinosa in Hyderabad, Ấn Độ.
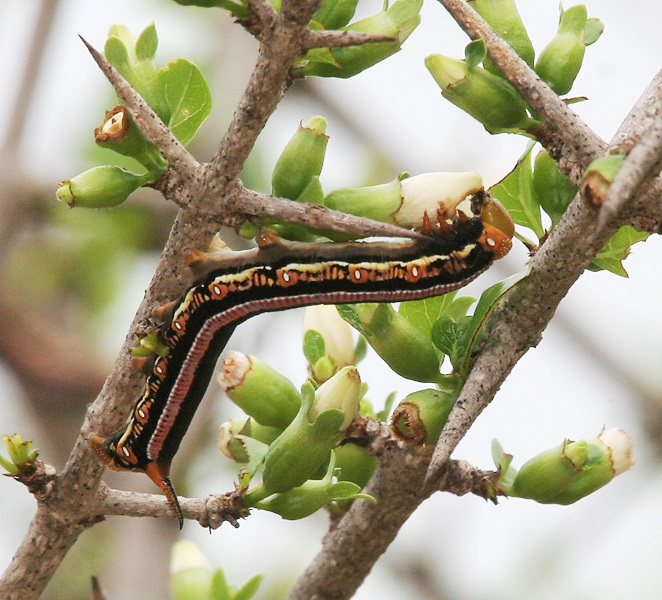
Cephonodes hylas larvae on Catunaregam spinosa in Hyderabad, Ấn Độ.
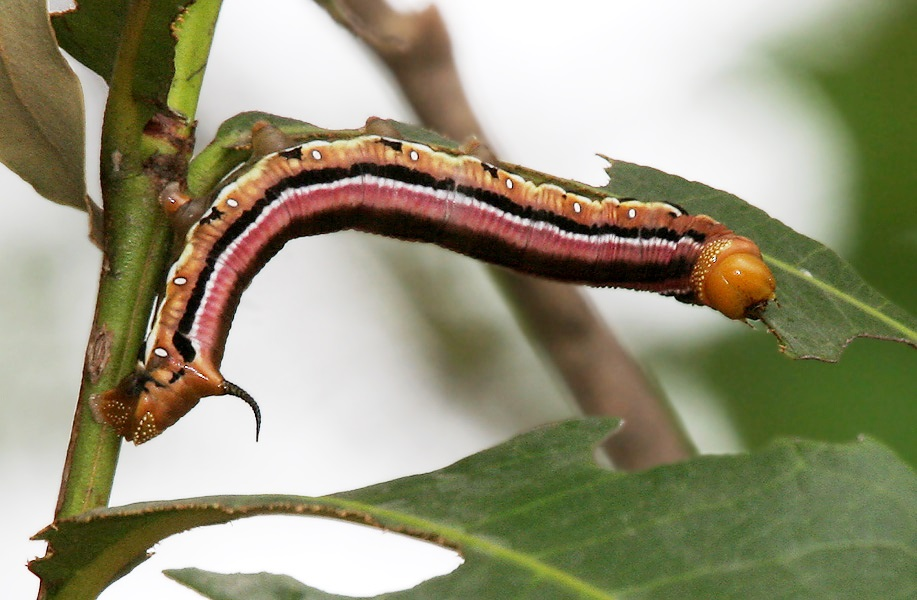
Cephonodes hylas larvae on Catunaregam spinosa in Hyderabad, Ấn Độ.
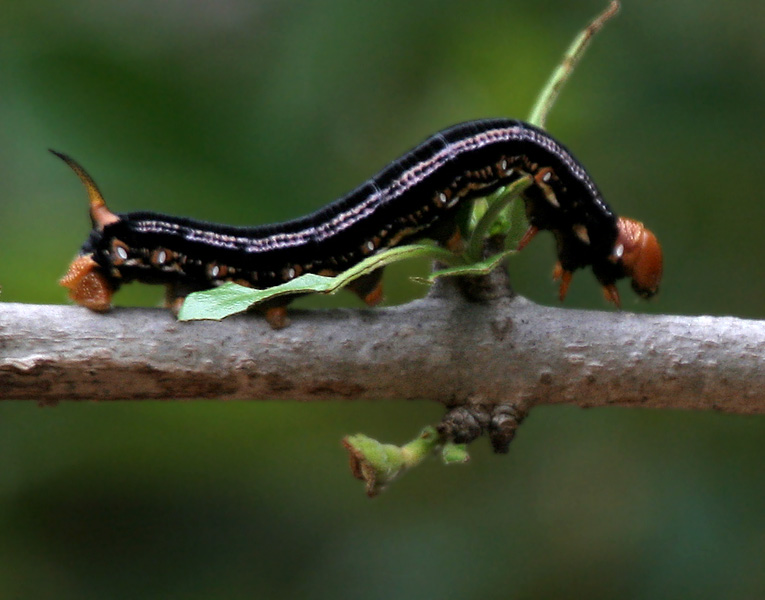
Cephonodes hylas larvae on Catunaregam spinosa in Hyderabad, Ấn Độ.
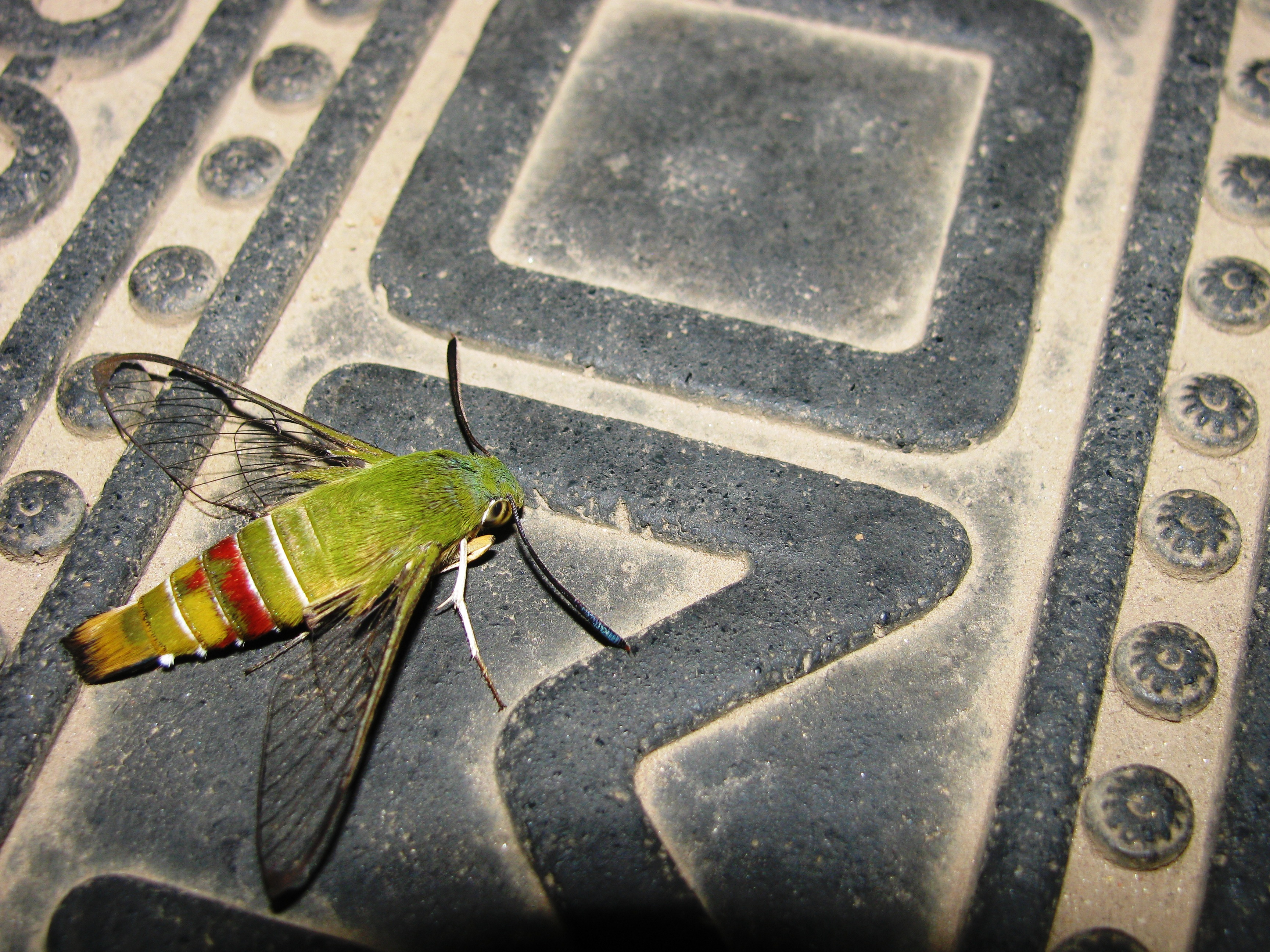
Pellucid Hawk Moth in Bangalore, Ấn Độ